# Łozki (Podberszty)
Łozki – część wsi Podberszty na Białorusi, w obwodzie grodzieńskim, w rejonie szczuczyńskim. 
W latach 1921–1939 wieś należała do gminy Berszty, w powiecie grodzieńskim województwa białostockiego.
Według Powszechnego Spisu Ludności z 1921 roku ówcześnie zaścianek zamieszkiwało 27 osób, wśród których 15 było wyznania rzymskokatolickiego a 12 prawosławnego. Jednocześnie wszyscy 15 mieszkańców zadeklarowało polską przynależność narodową a 12 białoruską. Były tu 4 budynki mieszkalne. 